# Idaea rosinaria
Idaea rosinaria är en fjärilsart som beskrevs av William Schaus 1913. Idaea rosinaria ingår i släktet Idaea och familjen mätare. Inga underarter finns listade i Catalogue of Life.